# Riksväg 27
De Zweedse rijksweg 27 is gelegen in de provincies Blekinge län, Kronobergs län, Jönköpings län en Västra Götalands län en is circa 338 kilometer lang. De weg ligt in het zuidelijke deel van Zweden.

## Plaatsen langs de weg
- Karlskrona
- Nättraby
- Listerby
- Ronneby
- Kallinge
- Backaryd
- Hallabro
- Tingsryd
- Väckelsång
- Ingelstad
- Bramstorp
- Växjö
- Alvesta
- Hjortsberga
- Rydaholm
- Horda
- Bor
- Värnamo
- Forsheda
- Bredaryd
- Anderstorp
- Gislaved
- Tranemo
- Rosenlund
- Limmared
- Länghem
- Hillared
- Sexdrega
- Aplared
- Gånghester
- Borås
- Bollebygd
- Rävlanda
- Härryda
- Landvetter
- Bårekulla
- Bårhult
- Mölnlycke
- Göteborg

## Knooppunten
- Riksväg 28/Länsväg 122 bij Karlskrona (begin)
- E22 volgt zo'n 18 kilometer zelfde tracé vanaf het begin tot bij Ronneby
- Riksväg 29: gezamenlijk tracé
- Länsväg 120 bij Tingsryd (zelfde tracé over 2 kilometer)
- Länsväg 122 bij Ingelstad
- Riksväg 25: begin gezamenlijk tracé en Riksväg 29: einde gezamenlijk tracé, bij Växjö
- Riksväg 23: begin gezamenlijk tracé over lengte van 4 kilometer en begin Riksväg 37, bij Växjö
- Riksväg 23: einde gezamenlijk tracé
- Riksväg 30 bij Växjö
- Länsväg 126 bij Alvesta
- Riksväg 25: einde gezamenlijk tracé, bij Hjortsberga
- E4 bij Värnamo
- Länsväg 153: begin gezamenlijk tracé vanaf E4, bij Värnamo
- Länsväg 151 bij Värnamo
- Länsväg 153: einde gezamenlijk tracé vanaf E4, bij Bredaryd
- Länsväg 152 bij Bredaryd
- Riksväg 26 bij Gislaved
- Länsväg 156 bij Tranemo
- Länsväg 157 bij Limmared
- Länsväg 154 bij Hillared
- Riksväg 41: bijna 4 kilometer gezamenlijk tracé tot de Riksväg 40, bij Borås
- Riksväg 40: gezamenlijk tracé vanaf Borås, tevens aansluiting op Riksväg 42
- Länsväg 156 bij Härryda
- E6/E20 bij Göteborg

Europese wegen:
E4 · E6 · E10 · E12 · E14 · E16 · E18 · E20 · E22 · E45 · E65
Riksvägar:
9 · 11 · 13 · 15 · 17 · 19 · 21 · 23 · 24 · 25 · 26 · 27 · 28 · 29 · 30 · 31 · 32 · 34 · 35 · 37 · 40 · 41 · 42 · 44 · 46 · 47 · 49 · 50 · 51 · 52 · 53 · 55 · 56 · 57 · 61 · 62 · 63 · 66 · 68 · 69 · 70 · 72 · 73 · 75 · 76 · 77 · 83 · 84 · 86 · 87 · 90 · 92 · 94 · 95 · 97 · 98 · 99